# Championnats du monde de ski de vitesse 1995
Navigation
1999 Idre Fjäll
Les Championnats du monde de ski de vitesse 1995 se sont déroulés le 22 mars 1995 à Ylläs en Finlande sous l'égide de la fédération internationale de ski (FIS).

## Organisation
Trois ans après les jeux olympiques de 1992, la FIS se relance dans le ski de vitesse en organisant ses premiers championnats du monde. Ils sont en concurrence avec les championnats du monde Pro initiés en 1994 par l'association France Ski de vitesse, qui se disputent sur les pistes les plus rapides, où les concurrents dépassent les 200 km/h.
Ces championnats se déroulent en une course unique sur la piste d'Ylläs.
| Nom                | Ylläs       |
| Altitude de départ | 720 m       |
| Altitude d’arrivée | 360 m       |
| Dénivellation      | 360 m       |
| Longueur totale    | à compléter |
| Longueur utile     | à compléter |
| Pente maximum      | à compléter |
| Pente moyenne      | à compléter |

## Podiums

### Hommes
| Épreuves | Or                 | Argent        | Bronze    |
| -------- | ------------------ | ------------- | --------- |
| S1       | Philippe Goitschel | Bengt Johnson | Esa Maata |

### Femmes
| Épreuves | Or                | Argent     | Bronze              |
| -------- | ----------------- | ---------- | ------------------- |
| S1       | Cheryl Sandercock | Anna Morin | Liss-Anne Pettersen |

## Résultats détaillés

### Hommes S1
| \| Rang \| Skieur \| Vitesse \| \| ------------------ \| ------------------ \| ----------- \| \| Médaille d'or \| Philippe Goitschel \| 178,64 km/h \| \| Médaille d'argent \| Bengt Johnson \| 177,58 km/h \| \| Médaille de bronze \| Esa Maata \| 176,05 km/h \| \| 4 \| Adi Dunser \| 174,95 km/h \| \| 5 \| Marc Poncin \| 174,65 km/h \| \| 6 \| Tore Nylokken \| 173,95 km/h \| \| 7 \| Urs Zumsteg \| 173,55 km/h \| \| 8 \| Tor Schultze \| 173,50 km/h \| \| 9 \| Jyrki Jokipii \| 173,04 km/h \| \| 10 \| Aare Tamme \| 173,00 km/h \| |                    |             |
| Rang | Skieur             | Vitesse     |
| Médaille d'or | Philippe Goitschel | 178,64 km/h |
| Médaille d'argent | Bengt Johnson      | 177,58 km/h |
| Médaille de bronze | Esa Maata          | 176,05 km/h |
| 4 | Adi Dunser         | 174,95 km/h |
| 5 | Marc Poncin        | 174,65 km/h |
| 6 | Tore Nylokken      | 173,95 km/h |
| 7 | Urs Zumsteg        | 173,55 km/h |
| 8 | Tor Schultze       | 173,50 km/h |
| 9 | Jyrki Jokipii      | 173,04 km/h |
| 10 | Aare Tamme         | 173,00 km/h |

### Femmes S1
| \| Rang \| Skieuse \| Vitesse \| \| ------------------ \| ------------------- \| ----------- \| \| Médaille d'or \| Cheryl Sandercock \| 167,93 km/h \| \| Médaille d'argent \| Anna Morin \| 167,85 km/h \| \| Médaille de bronze \| Liss-Anne Pettersen \| 165,23 km/h \| \| 4 \| Mari Keranen \| 164,45 km/h \| \| 5 \| Divina Galica \| 164,04 km/h \| \| 6 \| Kati Metsäpelto \| 162,86 km/h \| \| 7 \| Ulla Riihimaki \| 164,45 km/h \| \| 8 \| Titta Suutari \| 162,52 km/h \| \| 9 \| Constanza Stabilini \| 155,81 km/h \| |                     |             |
| Rang | Skieuse             | Vitesse     |
| Médaille d'or | Cheryl Sandercock   | 167,93 km/h |
| Médaille d'argent | Anna Morin          | 167,85 km/h |
| Médaille de bronze | Liss-Anne Pettersen | 165,23 km/h |
| 4 | Mari Keranen        | 164,45 km/h |
| 5 | Divina Galica       | 164,04 km/h |
| 6 | Kati Metsäpelto     | 162,86 km/h |
| 7 | Ulla Riihimaki      | 164,45 km/h |
| 8 | Titta Suutari       | 162,52 km/h |
| 9 | Constanza Stabilini | 155,81 km/h |